# 봄볼로네

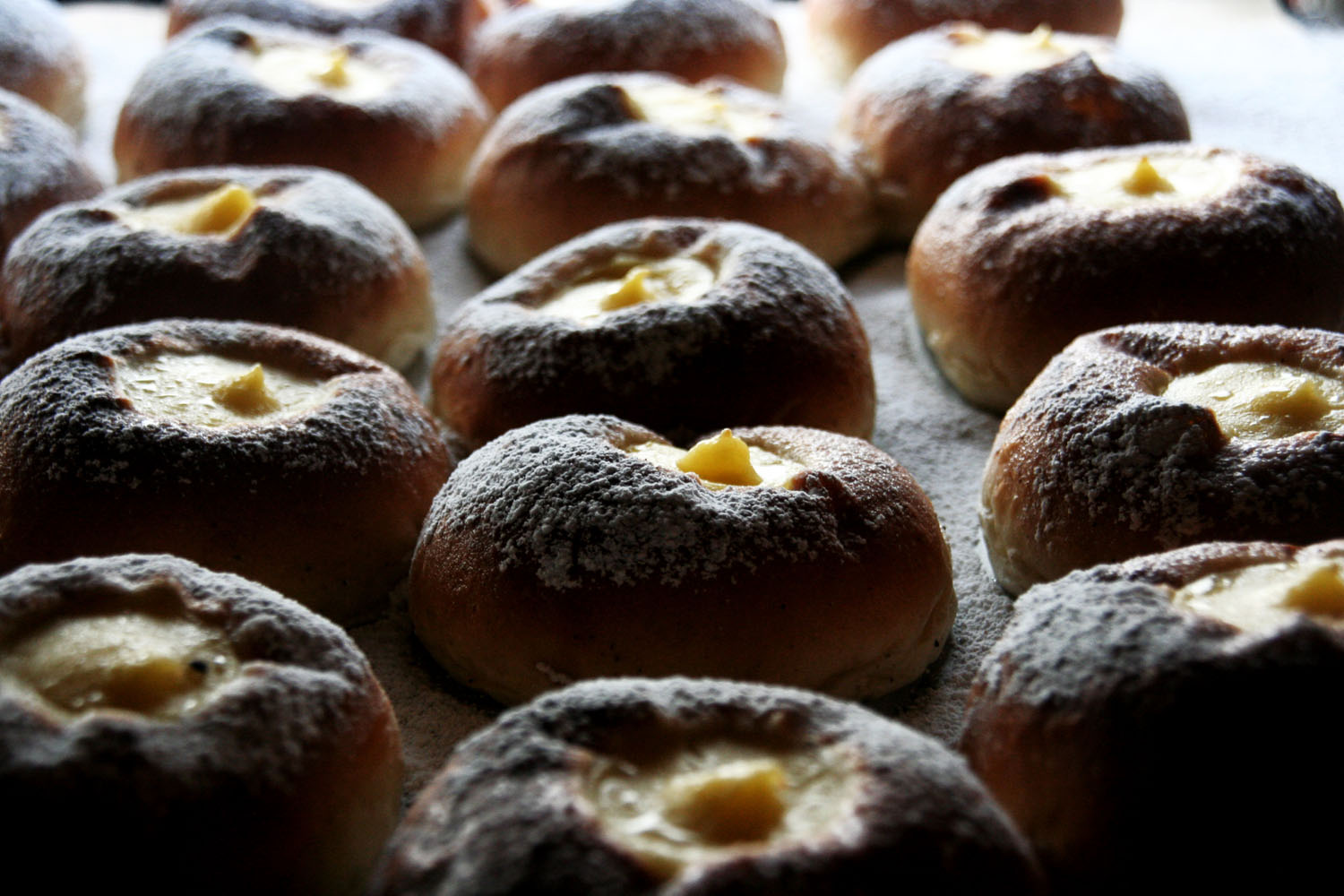
집에서 만드는 봄볼로네

봄볼로네(bombolone, 복수형: bomboloni)는 이탈리아식 도넛으로 간편히 먹는 간식이다. 그 이름은 bomba, 즉 폭탄에서 유래했으며 이와 유사한 형태의 제과류를 bomba라 칭하는 지역들도 있다. 현대에 와서는 열량이 높은 봄볼로네를 빗대어 칼로리 폭탄으로 칭하기도 한다.
봄볼로네의 연원은 토스카나주에 있으며 지역에 따라 차이가 조금씩 존재한다. 오스트리아의 지배를 받았던 트렌티노 지역이나 베네토주, 프리울리베네치아줄리아주 등지에서는 오스트리아의 요리는 크라프펜에서 유래한 것으로 보기도 하는데 이는 토스카나 지역의 봄볼로네에서 나타나지 않는 달걀 첨가가 이뤄지기 때문이기도 하다.

## 같이 보기
- 밤발루니